# Лиа
Лия или Лиа  (на иврит: לֵאָ֑ה)на арабски(:ليا на гръцки:Λεία) е важен, макар и незначителен персонаж в юдео-християнската литература, нелюбимата съпруга на библейския патриарх Яков. Лия е първата жена на Яков и по-голямата сестра на втората му (и облагодетелствана) съпруга Рахил. Тя е майка на първия син на Яков Рувим. Тя има още трима синове, а именно Симеон, Леви и Юда, но не ражда друг син, докато Рахил не ѝ предлага нощ с Яков в замяна на някакъв корен от мандрагора דודאים (dûdâ'îm). Лия ражда още двама сина след това, Исахар и Завулон, и дъщеря на име Дина.

## История
Лия се появява за първи път в Книгата на Битие, в Битие 29, която я описва като дъщеря на Лаван и по-голямата сестра на Рахил и се казва, че не се сравнява с физическата красота на Рахил и че тя има уморени очи. По-ранни пасажи в Книгата Битие дават известна информация за семейството на баща ѝ, като отбелязват, че чрез него тя е племенницата на Ребека, която е съпруга на Исак и майка на Яков и Исав, и внучка на Ватуел, и равинска литература отива още по-далеч, като Книгата на Джашър твърди, че Лия и Рахил са били близнаци и записва името на майка им като Адина, а имената на братята им-Беор, Алуб и Мураш. Равинската литература си противоречи дали Лия и Рахил са полусестри на Зилфа и Била, две сестри, които ще служат като любовници на бъдещия съпруг на Лия, Яков, и чиито деца тя и Рахил ще отглеждат като свои, както се посочва в един източник те са дъщери на Лаван, но не и съпругата му Адина, а друг ги изброява като дъщери на Ротей, мъж, който е бил близък с Лаван, но не е роднина с него. Ако Зилфа и Била наистина бяха полусестри на Лия, това щяло да направи осиновителите на Лия, Гад и Ашер, и осиновителите на Рахил, Дан и Нефтали, нейните племенници. Според Битие 28: 2 семейството е пребивавало в Паддан Арам, район, за който се смята, че съответства на историческата Горна Месопотамия.
Преди споменаването на Лия и Рахил Битие описва как първият им братовчед и бъдещ съпруг Яков с помощта на майка си Ребека умишлено заблуждава умиращия си баща Исак, за да му даде първородството на брат си близнак Исав. Страхувайки се от гнева на брат си, Яков бяга от родината си за Харан, където среща семейството си по майчина линия, включително Лаван и дъщерите му. Библейските пасажи са пренебрежителни към Лия и благосклонни към Рахил като за Рахил се казва, че е красива и за Лия, само че тя е имала „уморени“ или „болни“ очи. Яков е нетърпелив да се ожени за Рахил и се съгласява да осигури седем години труд на баща ѝ, ако той може да се ожени за нея. Лаван първоначално се съгласява, но в нощта на това, което би било сватбата на Яков и Рахил, Лаван се отказва; той настоява Яков да се ожени за Лия, тъй като тя е по-възрастна. В крайна сметка на Яков е позволено да се ожени за Рахил, което прави веднага след тържествата, свързани с приключването на сватбата му с Лия, в замяна на още седем години труд.
Животът на Лия като съпруга на Яков изобщо не беше щастлив. Тя беше толкова самотна, че дори Господ забеляза това и я благослови с много деца за утеха. И все пак, въпреки безплодието на Рахил, Яков все още предпочиташе нея пред Лия Той също така благоприятства синовете на Рахил, Йосиф и Бениамин пред синовете на Лия и не прави опити да скрие това от нея или от другите му деца. Забележително е, че той е взел първородството на първородния, което дава право на първородния на по-голямо наследство по еврейския закон, от Рувим, най-големия му син, до Йосиф, който е вторият му най-малък син, и, в Битие 33: 2, когато е изправен от Исав, поставя Лия, заедно със Зилфа и Била и всичките им синове, пред себе си, Рахил и Йосиф, за да се използва като нещо като буфер или щит, за да се защити в случай, че конфронтацията стане жестока. Дори след смъртта на Рахил положението на Лия не се подобри, тъй като Яков взе Била, слугинята на Рахил, за свой основен партньор.
Тората представя Лия, като я описва с фразата: „Лия имаше нежни очи“ (на иврит: ועיני לאה רכות) (Битие 29:17). Спори се дали прилагателното „нежен“ (רכות) трябва да се приема като означаващо „деликатен и мек“ или „уморен“.
Коментарът на Раши цитира рабинска интерпретация на това как очите на Лия са отслабнали. Според тази история Лия е била предназначена да се омъжи за по-големия брат близнак Яков, Исав. В съзнанието на равините двамата братя са полярни противоположности; Яков е богобоязлив учен, а Исав ловец, който също се отдава на идолопоклонство и прелюбодейство. Но хората казваха: „Лаван има две дъщери, а сестра му Ревека има двама сина. По-голямата дъщеря (Лия) ще се омъжи за по-големия син (Исав), а по-малката дъщеря (Рахил) ще се омъжи за по-малкия син (Яков) Като чу това, Лия прекара по-голямата част от времето си в плач и молитва към Бог да промени съдбата си. Така Тората описва очите си като „меки“ от плач. Бог се вслушва в сълзите и молитвите на Лия и ѝ позволява да се омъжи за Яков още преди Рахил да го направи.
Лия става съпруга на Яков чрез измама от страна на баща си Лаван. В библейския разказ Яков е изпратен в родния град Лаван – брат на майка си Ревека, за да избегне убийството на брат си Исав и да си намери жена. При кладенеца той среща по-малката дъщеря на Лаван Рахил, която пасе овцете на баща си, и решава да се ожени за нея. Лаван е готов да подаде ръката на Рахил на Яков, стига да работи седем години за нея.
В брачната нощ обаче Лаван сменя Лия за Рахил По-късно Лаван твърди, че не е обичайно да се отдава по-малката дъщеря преди по-голямата (Битие 29: 16 – 30). Лабан предлага да даде Рахил на Яков в замяна за още седем години работа (Битие 29:27). Яков приема предложението и се жени за Рахил след едноседмичното честване на брака си с Лия.
Лия е майка на шестима от синовете на Яков, включително първите му четирима (Рувим, Симеон, Левий и Юда), а по-късно още двама (Исахар и Завулон) и дъщеря (Дина). Според писанията Бог видя, че Лия е „нелюбена“ и отвори утробата ѝ за утеха.
Лия умира известно време преди Яков (според Битие 49:31). Смята се, че е погребана в пещерата на патриарсите Махпела в Хеброн заедно с Яков. В тази пещера се намират и гробовете на Авраам и Сара, Исак и Ревека.
Според това родословно дърво съпругът на Леа Яков е неин първи братовчед (чрез техния общ дядо Ватуел). Те също са втори братовчеди, (прадядото на Яков чрез Авраам, Тера, е прапрадядото на Лия чрез Нахор); и отново втори братовчеди веднъж отстранени (прадядото на Яков чрез Сара, Тера, е прапрадядото на Лия чрез Нахор). И накрая, те са втори братовчеди, отстранявани два пъти (прадядото на Яков чрез Авраам, Тера, е прапрапрадядото на Лия чрез Милка); и отново два пъти братовчеди отстранявани (прадядото на Яков чрез Сара, Тера, е прапрапрадядото на Лия чрез Милка).